# Anne Vaux
Anne Vaux, född cirka 1562, död cirka 1637, var en förmögen engelsk katolik och skolgrundare. 
Hon var dotter till William Vaux, 3:e baron Vaux av Harrowden och hans första fru Elizabeth. Vaux är känd för att tillsammans med sin syster Eleanor Brooksby stödja katolicismen under en tid när den religion var förbjuden i England; främst genom att hyra ut fastigheter där katolska präster kunde mötas på ett säkert sätt. En av de mest kända av dessa fastigheter var White Webbs i Enfield Chase, där flera av krutkonspiratörerna hade möten tillsammans.
Vaux visade särskilt stöd för jesuiten Henry Garnet och hon var besläktad med Francis Tresham. Både Vaux och Tresham har misstänkts för att ligga bakom det anonyma brev som skickades till William Parker, 4:e baron Monteagle och som gjorde att krutkonspirationen gick om intet. Vaux har misstänkts vara brevets upphovsman då det fanns likheter mellan hennes handstil och den handstil som använts i brevet. Hon misstänktes ha haft en indirekt roll i konspirationen och arresterades efter att den hade misslyckat den 5 november 1605. Vaux släpptes kort därefter, med hjälp från Lewis Pickering, och hon försökte då skydda fader Garnet genom att säga åt honom att gömma sig i Hindlip Hall. Garnet upptäcktes och fängslades i Towern i januari 1606. Vaux försökte nu smuggla in hemliga meddelanden till honom, men dessa upptäcktes och skickades till Robert Cecil, 1:e earl av Salisbury. Han bestämde sig för att arrestera Vaux i mars 1606, men hon släpptes igen i augusti samma år.
Vaux flyttade nu till sin systers hem i Leicestershire, men efter hennes systers död flyttade hon till Stanley Grange i Derbyshire. Hon grundade en skola för katolska pojkar som myndigheterna försökte stänga 1635. Vaux avled runt 1637.